# هانز لوكاس تيوبر
هانز لوكاس توبر (7 أغسطس 1916 - 4 يناير 1977) كان أستاذًا لعلم النفس ورئيس قسم علم النفس في معهد ماساتشوستس للتكنولوجيا .  وهو من مؤسسي علم النفس العصبي  ودرس الإدراك..صاغ مصطلح التفكك المزدوج .  كما قدم فرضية "التفريغ الطبيعي".  لقد أعطى التعريف الكلاسيكي للعمه بأنه "إدراك طبيعي مجرد من معناه". 
حصل على جائزة كارل سبنسر لاشلي عام 1966.

## سيرة شخصية
ولد في برلين في 7 أغسطس 1916.  درس في الكلية الفرنسية في برلين وفي جامعة بازل في سويسرا (1935-1939). هاجر إلى الولايات المتحدة عام 1941 وفي أغسطس من نفس العام تزوج ماريان ليبي. في عام 1947، حصل على درجة الدكتوراه في علم النفس الاجتماعي من جامعة هارفارد ، تحت إشراف جوردون ألبورت .   درست أطروحته فعالية العلاجات النفسية على المراهقين الجانحين. بعد تخرجه، كان عمله المبكر في سان دييغو مع طبيب الأعصاب موريس بندر. 
أثناء إقامته في دوبس فيري ، نيويورك من عام 1946 إلى عام 1961، ترأس مختبر الفيزيولوجيا النفسية في مركز بلفيو الطبي بجامعة نيويورك.  ركز عمله على تقييم إصابات الدماغ من قدامى المحاربين في الحرب العالمية الثانية،  مع التركيز على آثار إصابة الفص الجبهي . ومن هذا البحث، قدم فرضية "التفريغ الطبيعي"، التي تقول إن الفص الجبهي يشارك في توقع الحركة. 
في عام 1960، انتقل تيوبر إلى ماساتشوستس لبدء قسم علم النفس في معهد ماساتشوستس للتكنولوجيا بعد فشل المحاولات السابقة.  ويعرف اليوم باسم قسم علوم الدماغ والمعرفية. قام بتعيين جيري فودور وتوماس بيفر وميريل جاريت.  وفي معهد ماساتشوستس للتكنولوجيا، كان أحد الباحثين الذين درسوا حالة إتش إم 
توفي في حادث إبحار في جزر فيرجن . 

## روابط خارجية
- Leo M. Hurvich، Dorothea Jameson، and Walter A. Rosenblith، “Hans-Lukas Teuber”، مذكرات السيرة الذاتية للأكاديمية الوطنية للعلوم (1987)